# トフィク・アガグセイノフ
トフィク・アガグセイノフ（ロシア語: Тофик Якуб оглы Агагусейнов、1923年2月1日 - 2021年5月）は、ソビエト連邦、アゼルバイジャン共和国の軍人。大将。

## 経歴
シェキ市出身。1940年、中学校を卒業し、アゼルバイジャン産業大学に入学した。

### 第二次世界大戦
独ソ戦勃発後、赤軍に召集され、バキン高射砲学校に送られた。1942年、促成訓練課程終了後、アルハンゲリスクで小隊長を務めた。1944年、アガグセイノフの部隊は、第1白ロシア戦線に配属され、ヴィスワ＝オーデル攻勢とベルリンの戦いに参加した。
戦時中の功績により、赤星勲章、「ワルシャワ解放に対する」メダル、「ベルリン奪取に対する」メダルを受賞した。

### 戦後
戦後、1949年、F.E.ジェルジンスキー名称軍事アカデミー高射砲兵指揮学部に入校。1954年のアカデミー卒業後、少佐の階級でバクーの防空大隊長に任命された。1955年、バキン防空管区本部の砲兵戦闘訓練科に勤務。1958年から副連隊長、1960年～1964年、高射ミサイル連隊長、1964年～1967年、第10防空師団（ヴォルゴグラード）副師団長、師団長。
1968年2月、少将に昇進。1969年8月、第12防空軍団長に任命。1975年7月、バキン防空管区第一副司令官、同年にはまた中将に昇進している。1980年、ザカフカーズ軍管区防空司令官。1981年、大将に昇進。1982年、チェコスロバキア防空司令官附属ワルシャワ条約機構加盟国統合軍総司令官代表。
1987年、大将の階級で退役。

### アゼルバイジャン共和国
1997年4月、アゼルバイジャン共和国軍の軍務に復帰し、軍事問題担当大統領補佐官に任命された。
2021年5月、98歳で死去。名誉の路地に埋葬された。

## パーソナル
妻帯、1男2女を有する。
十月革命勲章、一等祖国戦争勲章、赤星勲章3個、チェコスロバキア共和国赤星勲章、メダル25個を受章。